# История Кораблинского района
История Кораблинского района  — описание истории Кораблинского района Рязанской области.

## Доисторический период
О возможности существования стоянок людей эпохи палеолита на территории Кораблинского района говорят находки костей верхнепалеолитической фауны. В 1884 году зубы мамонта были найдены у села Никитино, в 1924, 1962, 1966 годах кости мамонта находили вблизи деревни Лужки. На берегу Прони, у станции Биркино найден зуб мамонта. Также старожилы села Аманова рассказывают о найденных в болоте бивнях мамонта.
Территория современного района была заселена около 7 тысяч лет назад, в период мезолита. Поселение неолитического человека открыто археологами около села Ухорь, где были найдены каменные топоры и изделия из керамики.
Недалеко от сел Аманово, Григорьевское, Пехлец, Семион, Юраково, Красная Горка, Ухорь археологами обнаружено более 10 поселений бронзового века. При распашке земель около Толпинского городища были найдены бронзовые мечи. Также были открыты несколько поселений железного века около населённых пунктов Асаново, Григорьевское, Кумино, Лесуново, Никитино, Пустотино, Семион, Юраково.

## Первые поселения
О вятической колонизации кораблинской земли, начавшейся в VI—VII веках и завершившейся к X—XI веках  свидетельствуют находки, сделанные в ходе земляных работ 1897 года в курганах по правому берегу реки Рановы, недалеко от села Княжое. В XI—XII веках у вятичей постепенно складываются феодальные отношения, возникает родовая знать, содержащая военные дружины для отпора кочевников. В этот период возникают городища Толпинское, Юраковское, Княжовское, располагающиеся на высоких пойменных берегах рек Рановы и Прони.

## Рязанское княжество
Толпинское городище упоминается в 1303 году в грамоте великого князя Рязанского Михаила Ярославича. В ней упоминается Толпинская дорога и волоститель как представитель княжеской администрации. О том, что в Толпино находился представитель князя, говорит находка днища сосуда с трезубцем — знаком Рюриковичей.
Исследователи и краеведы П. П. Семёнов-Тян-Шанский, Д. А. Коновалов и А. М. Хохлов считали, что летописный город Неринеск находился на месте Толпинского городища. Однако академик М. Н. Тихомиров считал, что древний рязанский Неринск стоял на месте городища, вблизи села Княжое. Городище Княжовское (Григорьевское) находится на левом берегу реки Ранова, известно, что место заселено в эпоху раннего железного века.

## Монгольское нашествие
До монгольского нашествия на территории района появляются кочевые племена половцев, печенегов, хазар. Около села Княжое на гористом берегу Рановы есть местность, называемая Бастынь. Из летописи известно, что одного из половецких ханов звали именно Бастый. Название расположенного поблизости от этого места села Кипчаково тоже половецкое.
Через территорию Кораблинского района в XIII века прошли монгольские отряды. Сохранились татарские названия сел (Аманово, Мурзинка) и фамилий (Елмановы, Толмачевы, Колунтаевы).

## Русское государство
В 1521 году кораблинская земля оказалась на южных рубежах единого Русского государства, в пределах Пехлецкого стана. До основания Ряжска в 1557 году, административным центром стана был город-крепость Толпино.
Конные подразделения крымских татар и ногайцев, дважды в году — весной и осенью, осуществляли набеги на кораблинские земли. Стараясь напасть внезапно, они разоряли и грабили поселения, угоняли скот, уводили людей и потом продавали их на невольничьих рынках Кафы.
После сооружения Большой Засечной черты и, с созданием в начале 1570-х годов, регулярной пограничной охраны, отряды крымских татар и ногайцев стали реже вторгаться в пределы Кораблинского края. Ряжская засека начиналась от устья реки Пара, проходила через Сапожок, Ряжск и далее шла до Скопина. Она включала в свой состав три засеки: Липскую, Пустотинскую и Рановскую, которые соединялись друг с другом воротами.
Известно, что кораблинцы были одними из первых воздухоплавателей. В 1724 году приказчик Островков из села Пехле, что неподалёку от Кораблина, летал на крыльях из бычьих пузырей. В 1729 году в селе Ключ кузнец, которого звали «Чёрная гроза», насадил на каркас из проволоки перья ястребков, надел «крылья» на руки и ноги — пустился в полёт над селом. В конце концов устал и спустился на кровлю ключанской церкви, но поп сжог крылья, а самого кузнеца едва не проклял.
Основой экономики того времени являлось земледелие. Также развивались скотоводство, рыболовство, бортничество и охота. В XVIII веке в районе развивается промышленность. На территории района возникают винокуренные заводы: Прасковьи Юрьевны Салтыковой в селе Ключ, помещика Лихорева в Чулкове и Г. З. Колмакова в селе Никитино, работающие на местном сырье. По берегам реки Рановы открывают месторождения серого колчедана, в Кипчаково работают серный и купоросный заводы, использовавшие его.
Известно что, в первой половине XVIII века у села Ключ на реках Летогоща и Кременка работал серебряный завод Ивана и Максима Демидовых. В 1760 году на реке Ибердь открылся вододейственный чугуноплавильный завод купца Крапивенцева, использовавший в качестве сырья местную руду. В 1762 году в Пехлеце Иваном Перемышлевым открыта суконная фабрика. В селе также работала небольшая мебельная фабрика.
В начале XVIII века единственным очагом культуры на территории района был мужской монастырь близ села Семион. С селом Пехлец связана жизнь и деятельность известного просветителя, литератора и издателя Н. И. Новикова (1779—1818 гг.). Новиков открыл здесь тайную типографию в имении рязанского архитектора И.Г, Сулакадзева. Его типография печатала запрещённые книги и была первой в Рязанской губернии.

## Рязанская губерния
С учреждением Рязанской губернии Кораблинская волость входит в состав Ряжского уезда. В 1838 году открыты первые школы в Кораблинском крае — в сёлах Незнаново и Пустотино. В 1845 году открыта третья в селе Троица. Школы существовали за счёт обязательного сбора с крестьян, поэтому они часто закрывались и вновь открывались.
4 сентября 1866 года для движения была открыта Рязано-Козловская железная дорога. В июне 1870 года дороге достроен второй путь. Постройка магистрали существенно повлияла на развитие края, в частности  промышленности.
К концу XIX века почти в каждом селе Ряжского уезда работали школы: министерская (от министерства народного просвещения), церковно-приходская и земская. В селах Пехлец и Курбатово функционировали больницы.

## XX век
События 1905—1917 годов не обошли волости Ряжского уезда. Особенно значительного размаха достигло крестьянское движение в 1905 году в Пустотинской и Троице-Лесуновской волостях.
25 ноября 1905 года крестьяне из Пустотинской волости двинулись в имение Л. Л. Кисловского, и разгромили его, сожгли винокуренный завод и угнали скот. 26 ноября погром возобновился и продолжался до тех пор, пока к ночи прибыл местный исправник Реут и отряд из 150 казаков. Выступление было подавлено, расправа над крестьянами продолжалась полтора месяца.
В ноябре крестьяне из Бестужево сожгли усадьбу помещика Федюшкина, срубили его лес. Также в сёлах Княжое и Яблонево были вырублены леса, принадлежавшие Стерлиговым и Московскому земельному банку.
В начале марта 1917 года в Ряжский уезд пришло известие о февральской демократической революции.
Местные советы, получив известие о Великой Октябрьской социалистической революции, отреагировали на это событие созданием Революционного комитета. 23 декабря 1917 года избран уездный комиссар — большевик Максимов, и председатель уездного Совета крестьянских депутатов — большевик Гостев.
18 февраля 1918 года в Ряжском уезде была установлена Советская власть. С первых дней в волостях Ряжского уезда началось культурное строительство. В 1926 году в уезде насчитывалось около 21 тысяч неграмотных. Для борьбы с этим в уезде открываются школы и избы-читальни.
В 1918 году в Ряжском уезде начался голод. Было введено военное положение и наложен запрет на вывоз хлеба частными лицами. Заградительные отряды Красной гвардии конфисковали скот и хлеб. В связи с этим в ноябре 1918 года происходит восстание в Пустотинской, Троицкой, Незнановской и Кораблинской волостях.
В волостях власть осуществляли волостные съезды Советов, в промежутках между ними — волостные исполнительные комитеты, в населённых пунктах — сельские Советы.
Первыми председателями волисполкомов были: Н. И. Шишков (Кораблинская волость), Р. И. Поляков (Незнановская волость), М. П. Галкин (Пустотинская волость), Г. Я. Свирин (Троице-Лесуновская волость), тов. Макаров (Княжовская волость).
В августе 1918 года в Кораблинской волости создаётся организация РКП(б), первым руководителем которой являлся Н. К. Морозов. 28 июня 1919 года создаётся местная организация Российского коммунистического союза молодёжи, руководитель — товарищ Ореханов.
Постановлением Президиума ВЦИК СССР от 12 июля 1929 года «О составе округов и районов Московской области и центрах» был образован Кораблинский район Рязанского округа Московской области из Кораблинской волости Ряжского уезда, Предтеченской волости Рязанского уезда и Ерлинской волости Скопинского уезда. До образования района место председателя волостного комитета ВКП(б) занимал тов. Ваулин. В 1929 году первым секретарём райкома ВКП(б) избран Н. Г. Асташов, председателем райисполкома — К. П. Соломатин.
Первоначально в состав района вошли следующие сельсоветы:
- из Ерлинской волости: Куминский, Марьинский, Моловский, Строиловский
- из Кораблинской волости: Алешинский, Амановский, Асановский, Бестужевский, Бобровинский, Быковский, Владимировский, Гремячинский, Демьяновский, Деревесский, Каменский, Кикинский, Кипчаковский, Ключанский, Княжевский, Ковалинский, Корбалинский, Красновысельский, Лесуновский, Лобковский, Незнановский, Неретинский, Николаевский, Новоселовский, Октябрьский, Пахомовский, Петровский, Пехлецкий, Приянский, Роговский, Серзевский, Табаевский, Троицкий, Ухорский, Фадеевский, Фроловский, Хомутский, Юраковский
- из Предтеченской волости: Асниковский, Верхне-Ищерский, Воротцкий, Гудовский, Зарановский, Курбатовский, Никитинский, Пустотинский, Семионовский, Чемодановский, Юмашевский.

21 июля 1931 года из Скопинского района в Кораблинский были переданы Великолукский, Ерлино-Высельский, Ерлинский, Крутовский и Яблоневский с/с.
Политика Советской власти в сельском хозяйстве была направлена на ликвидацию мелких крестьянских хозяйств и организацию колхозов. В 1932 году в районе обобществлено более 60 % всех крестьянских хозяйств. В ходе коллективизации положительную роль сыграли организованные МТС: 1930 году — Пехлецкая, 1932 году — 1-я Кораблинская, 1936 году — 2-я Кораблинская и Чемодановская.
Первыми применили механическую тягу — пехлечане. Уже весной 1931 года первые механизаторы кораблинской земли: Корлюков Сергей, Бокарёв Пётр, Козлова Клавдия, Галепов Иван и Сурков Алексей, на пяти голубых «Фордзонах» распахивали пехлецкие поля. В 1934 году в тракторном парке пехлечан было 30 тракторов марок «Фордзон» и «Интернационал».
В 1932 году в районе насчитывалось 7545 обобществлённых крестьянских хозяйств. Промышленность была представлена двумя винокуренными заводами, одним цикорно-сушильным, учреждениями кустарного промысла, мельницами, прососушками, кирпичными и черепичными мастерскими. Органы Советской власти развернули активную работу по развитию экономики района. В селе Пехлец продолжала выпускать свою продукцию известная в России табачная фабрика, функционировали два спиртзавода — на Ибердском и в селе Ключ. На реках Проне и Ранове работали водяные мельницы.
5 апреля 1936 года были упразднены Владимировский, Гудовский, Деревесский и Лобковский с/с. 26 сентября 1937 года происходит разделение Московской области. Кораблинский район входит в состав вновь созданной Рязанской области. В 1930-х годы путём объединения мелких артелей создаются Кораблинский районный пищевой комбинат и Кораблинский комбинат местной промышленности.
С 1939 году начались геологоразведочные работы по выявлению залежей угля. Бурились скважины в районе кикинского и ковалинского полей. Первые пробы показали наличие угольного пласта, пригодного для промышленной добычи. Решением Рязанского облисполкома № 83 от 7 января 1941 года было изъято 7 гектаров — у колхоза «Вперёд к коммунизму» и 13 гектаров — у колхоза «Красные бойцы» для строительства угольной шахты, посёлка при ней и подъездных железнодорожных путей. Строительство так и не было начато из-за начала Великой Отечественной войны.

## Великая Отечественная война
Война унесла жизни 8500 человек из 11600 ушедших на фронт. Осенью 1941 года район сам оборонялся от немецких захватчиков. В здании средней школы села Кораблино был оборудован военный госпиталь № 3010 на 200 коек, действовал учебный аэродром. Также в Кораблино был образован истребительный отряд, состоящий из работников милиции и гражданских лиц, командиром отряда стал — Н. Д. Зыканов.
В июле 1941 года в селе Пехлец был построен учебный аэродром. На нём базировались самолёты У-2, курсанты жили в детских ясли, табачные склады были переоборудованы в склады боеприпасов.
Привлекала агрессоров железная дорога соединяющей осаждённую Москву и юг Советского Союза, они стремились разорвать эту связь всеми возможными способами.
6 ноября 1941 года на железнодорожную станцию и райцентр было сброшено 13 фугасных и несколько десятков зажигательных авиабомб, которые не причинили ни малейшего вреда. 23 ноября в 4 часа вечера в районе той же станции было сброшено 6 фугасов, которые повредили телеграфную линию. 26 ноября 2 бомбы сброшено на мост на реке Проне. Первая упала в воду, вторая на мост, но не разорвалась.
27 ноября в Чемодановке бомба весом 100 килограмм попала в здание школы. Была частично разрушена стена, в результате чего были ранены 7 учеников и их учительница Петеркова. Бомба вновь не сдетонировала. 28 ноября немцами был совершён авианалёт на деревню Быково, из пулемёта были обстреляны красноармейцы. Ранены один солдат и оказавшийся поблизости семилетний мальчик.
29 ноября над деревней Новосёлово произошёл воздушный бой. Советский самолёт был сбит, экипаж из четырёх лётчиков, погиб. Их имена не установлены, похоронены они в братской могиле на кораблинском кладбище. Фрагмент крыла разбившегося самолёта можно увидеть в Кораблинском краеведческом музее.
Также известны нигде незадокументированные случаи налётов на нефтебазу, взрывов составов. Известен случай обстрела мирных жителей в деревне Ковалинке.
После захвата соседнего города Скопина, немцы вступили на кораблинскую землю. Они стремились захватить станцию Кораблино и взорвать железнодорожный мост на реке Проне, находящийся к северу от райцентра. 29 ноября не встретив сопротивления, по пехлецко-скопинской дороге немцы добрались до деревни Новосёлово, что в 8 километрах от заветной цели. Их отряд состоял из 25 человек, 7 мотоциклов и 1 грузовика.
Узнав об этом истребительный отряд в Кораблино — выступил навстречу нацистам. Они были вооружены винтовками, пистолетами и гранатами.
Близ Кораблино завязался бой. Немцы пытались обойти оборонявшихся кораблинцев — но попытки были тщетными. Не потеряв в скоротечном бою ни одного солдата немцы вернулись в Новосёлово. Партизаны решили уничтожить диверсантов пока они находятся в деревне.
30 ноября примерно в пять-шесть утра они начали «операцию». Немцы вначале ввязались в перестрелку, но позже двинулись из Новосёлова. О бегстве захватчиков было сообщено в Ряжск, где дислоцировалась 11-я смешанная авиационная дивизия. Ил-2 190-го штурмового авиаполка, по приказу дважды героя Советского Союза Григория Кравченко, был поднят в небо. Через некоторое время штурмовик догнал и обстрелял спасавшуюся колонну и обстрелял её, никто не выжил. Они был похоронены в Новосёлове, на месте их захоронения сейчас растут берёзы.
27 июня 2009 года, во время ремонта железнодорожного полотна, строители обнаружили 50-килограммовую авиационную бомбу, которая была успешно обезврежена. В районе чтут память о всех героях отдавших жизни за Родину. Почти в каждом населённом пункте есть мемориалы посвящённые погибшим солдатам в Великой Отечественной войне.
Летом 2013 года местному краеведу Александру Дудареву удалось отыскать имена 3 из 8 солдат захороненых в братской могиле на кораблинском кладбище. Они умерли в госпитале от полученных в бою ран. Это были Юлдашев Римбарьян (1925—1944), Мигунов Василий (1923—1945), Баранов Исай (1913—1945). Имена 5 бойцов так и остались неизвестными.
В 1943 году ещё до завершения Великой Отечественной войны на землях колхозов «Вперёд к коммунизму» (Кораблино) и «Красные бойцы» (Ковалинка) начато строительство угольной шахты. Это имело стратегическое значение. К этому времени Донбасс хотя и был освобождён от врага, но находился в полностью разрушенном состоянии. Кузбасс обеспечивал углём военную промышленность Сибири и Урала. Поэтому центральная часть страны могла получить уголь только из Подмосковного угольного бассейна.
В 1944—1945 годах изменилось административно-территориальное деление Рязанской области. 1 марта 1944 года из 27 сельских Советов был образован Семионовский район, центром которого стало одноимённое село.

## Послевоенное время
Ещё во время войны началось строительство первого в СССР магистрального газопровода «Саратов-Москва». Участок газопровода прошёл по Кораблинскому и Семионовскому районам. Трудящиеся колхозов имени Ленина, имени Степана Разина (Семион) и «Пламени» (Аманово) активно помогали газовикам, и даже дали слово своими силами в период с 20 апреля до 1 июня выкопать 13 километров траншей. Также здесь работали военнопленные латыши, литовцы и эстонцы.
В 1946 году в районе продолжила активную работу Рязанская комплексная геологоразведочная экспедиция. РКГЭ становится одним из крупных предприятий в районе, в ней к тому времени трудится около 300 человек, предприятие имеет новую буровую технику и ряд цехов.
В Пехлеце и Кораблино продолжают работать табаководческие хозяйства. В 1950 году в район пришло электричество. В том же году вводится в эксплуатацию газокомпрессорная станция между деревнями Табаево и Жаркое. Активно развивается строительная промышленность — появляются бетонный, асфальтовый и лесопильный заводы. В 1952 году в селе Княжое был основан Кораблинский каменный карьер занимающийся добычей строительного камня.
В апреле 1954 года создаётся строительное управление (СУ-47) «Октябрьшахтостроя», развёрнуто строительство посёлка шахтёров за линией железной дороги. Построены несколько десятков зданий барачного типа и многоквартирные дома. В том же 1954 году открыто ПТУ-17 которое предназначалось для подготовки работников сельского хозяйства и строительства. В 1956 году Кораблинский район был укрупнён — в его состав вошёл отделившийся в 1944 году Семионовский район.
19 мая 1958 года решением Рязанского облисполкома село Кораблино стало рабочим поселком, в черту рабочего посёлка включены: село Кораблино, посёлок Центральный и посёлок геологоразведческой экспедиции. В 1958 году закладываются шахты в районе деревень Муратовки и Николаевки.
В связи с высокой себестоимостью добычи подмосковного низкокалорийного угля, началось сокращение количества шахт подмосковного угольного бассейна, и в 1959 году шахты Кораблинского угленосного бассейна были законсервированы. В связи с этим встал вопрос о трудоустройстве жителей рабочего посёлка. Выход из трудового кризиса был найден благодаря настойчивости первого секретаря Рязанского обкома КПСС А. Н. Ларионова. Он предложил разместить предполагавшийся к постройке комбинат шёлковых тканей не в областном центре, а в Кораблино.
29 июня 1962 года Государственная комиссия приняла в эксплуатацию первую очередь прядильной фабрики, а 1 августа 1964 года была введена в эксплуатацию вторая очередь прядильной фабрики. 27 марта 1963 года открыта ткацкая фабрика.
В 1963 году Кораблинский район был упразднён и образован — Кораблинский промышленный район, который просуществовал до 1965 года.
К 1964 году в районе работало 69 школ, в них училось 6 600 школьников и работало 397 учителей. Действовали 26 библиотек с книжным фондом в 197 тысяч книг.
В 1960—1970-х годах в районе были размещены пять крупных строительный организаций: МПМК объединения «Агропромстрой», РСУ и ПМК-4 объединения «Рязаньгражданстрой», ПМК треста «Агропроммехмонтаж», ДСПМК треста «Дорспецстрой», ХСУ «Рязаньмелиорация».
В 1974 году введена в эксплуатацию новая районная больница на 240 коек.
26 октября 1976 года основан «Кораблинский ремонтный завод» который осуществлял капитальный ремонт мелиоративных экскаваторов.
В 1991 году происходит распад СССР и прекращение деятельности КПСС, главным должностным лицом теперь является — глава районной администрации. Им становится Браткин Виктор Павлович.
В 1992—1994 годах многие предприятия приватизируются, у руля встают неопытные руководители, предприятия работают с перебоями, а то и вовсе прекращают свою деятельность.
В период 1992—2005 годов закрыты такие промышленные предприятия как комбинат шёлковых тканей, межколхозная ПМК, строительная организация ПМК-4, ХСУ «Рязаньмелиорации», завод металлических конструкций, геологоразведочная партия. В результате чего, люди вынуждены уезжать на заработки в другие регионы.
В 2004 году главой района становится Липатов Михаил Павлович.
В 2006 году на базе бывшего ремзавода открывается «Кораблинский завод модульных конструкций» — лидер экономики района.
В результате муниципальной реформы 2006 года на территории 20 сельских округов: Амановский (с. Аманово), Бобровинский (д. Бобровинки), Великолукский (д. Великая Лука), Ерлинский (с. Ерлино), Кипчаковский (с. Кипчаково), Ключанский (с. Ключ), Ковалинский (д. Ковалинка), Красненский (п. Проницы), Курбатовский (с. Курбатово), Моловский (д. Моловка), Незнановский (с. Незнаново), Никитинский (с. Никитино), Николаевский (д. Молвина Слобода), Пехлецкий (с. Пехлец), Пустотинский (с. Пустотино), Семионовский (с. Семион), Троицкий (с. Троица), Чижовский (с. Чижово), Юраковский (с. Юраково), Яблоневский (с. Яблонево), были образованы 9 сельских поселений.